# István Eörsi

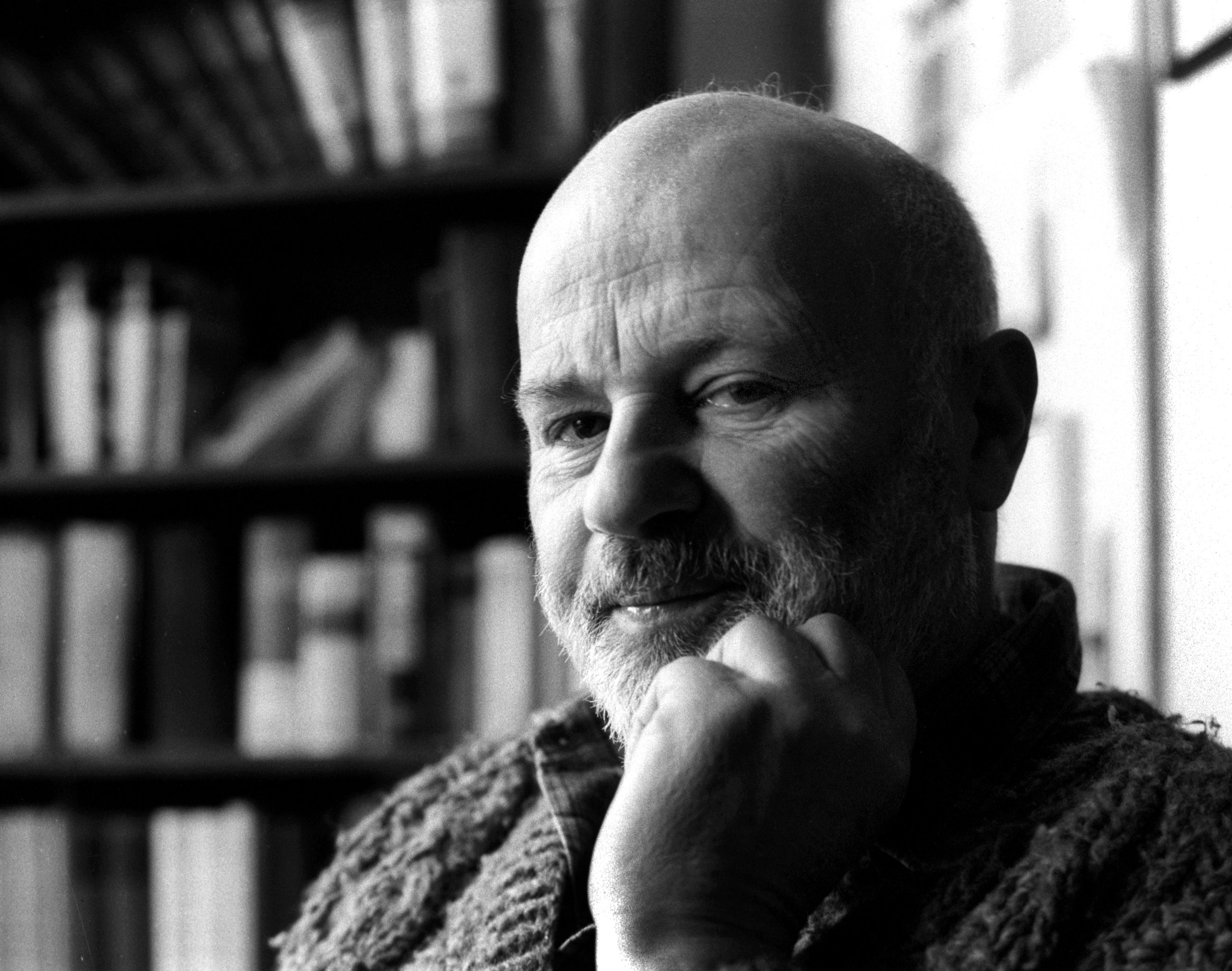
István Eörsi

István Eörsi [ˈiʃtvaːn ˈørʃi] (ur. 16 czerwca 1931 w Budapeszcie, zm. 13 października 2005 tamże) – węgierski filolog angielski i niemiecki żydowskiego pochodzenia, nauczyciel; pisarz, liryk, dramaturg, prozaik, polityczny eseista i tłumacz literatury.
Pochodził z inteligenckiej rodziny żydowskiej. Studiował anglistykę i germanistykę w Budapeszcie, następnie pracował jako nauczyciel gimnazjalny. Już we wczesnej młodości pisał artykuły dla komunistycznej gazety młodzieżowej, uważał się też wtedy za marksistę, napisał nawet wiersz z okazji śmierci Stalina. W późniejszym okresie był przeciwnikiem dyktatury proletariatu i opozycjonistą. Za udział w powstaniu 1956 roku został skazany na osiem lat więzienia, z czego trzy i pół roku (do amnestii w 1960) w nim spędził. Po wyjściu na wolność był objęty zakazem publikowania, zajął się więc przede wszystkim tłumaczeniem Goethego, Heinego, Brechta, Shakespeare’a, Allena Ginsberga, Shelleya, Keatsa, Puszkina, Jandla i Lorki.
W latach 1983–1984 przebywał jako stypendysta Deutscher Akademischer Austauschdienst w Berlinie Zachodnim. Po upadku komunizmu na Węgrzech (1989), Eörsi krytykował odradzanie się nacjonalizmu. Był jednym z założycieli węgierskiej partii liberalnej SZDSZ, opuścił ją jednak z powodu różnicy zdań co do jej programu.
W 2005 otrzymał nagrodę Kossutha – najwyższe wyróżnienie literackie Węgier.
W tym samym roku zmarł w Budapeszcie na białaczkę, na którą przewlekle chorował.
Jego książka w języku polskim: Mój czas z Gombrowiczem (Instytut Badań Literackich, 2005), tłum. Jerzy Snopek.